# أرض نود

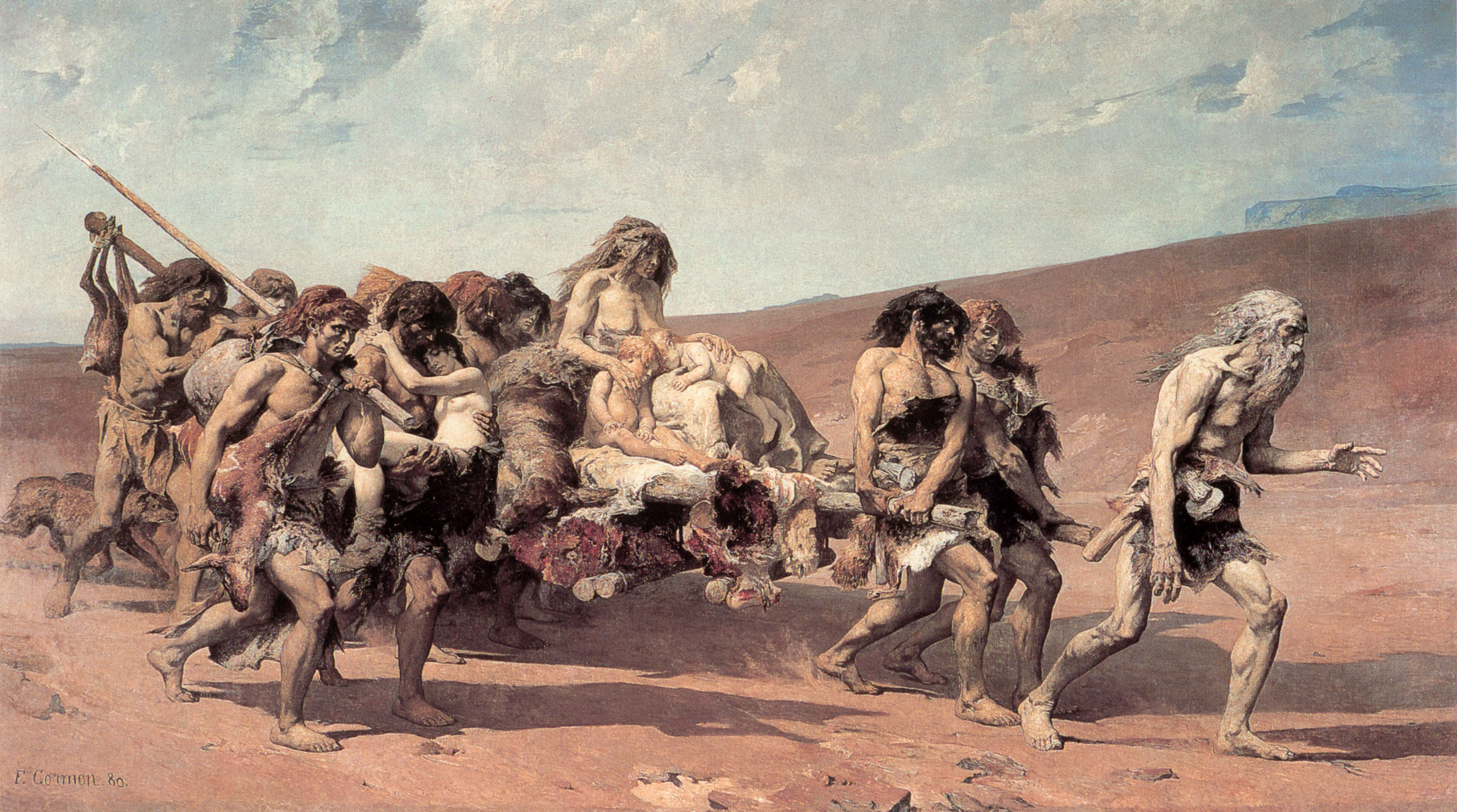
قابيل يفر من لعنة الرب، بريشة فرناند آن بيستر كورمون، 1880.

أرض نود (بالعبرية: אֶרֶץ־נוֹד) هي مكان مذكور في سفر التكوين في شرق عدن، وتعنى "أرض المنفى"، نُفى إليها قابيل بعد قتله لأخيه هابيل وفقا لسفر التكوين 4: 16: «فَخَرَجَ قَايِينُ مِنْ لَدُنِ الرَّبِّ، وَسَكَنَ فِي أَرْضِ نُودٍ شَرْقِيَّ عَدْنٍ.».
وبعد وصوله إلى أرض نود أنجبت زوجته ابنًا هو خنوخ، الذي بنى المدينة الأولى باسمه.